# Pietro Mancini (politico 1876)
Pietro Mancini (Malito, 8 luglio 1876 – Cosenza, 19 febbraio 1968) è stato un politico italiano.

## Biografia
Nato a Malito in provincia di Cosenza l'8 luglio 1876, nel 1904 costituì la prima sezione socialista in Cosenza. Fondò, nel 1905, «La Parola socialista», uno dei più antichi fogli socialisti dell'Italia Meridionale. Nel 1907 fu eletto consigliere del Comune di Cosenza. Per decenni fu socio ordinario dell'Accademia cosentina. Primo deputato socialista della Calabria. Padre di Giacomo Mancini.
Eletto deputato il 15 maggio 1921 dal Collegio di Catanzaro per la ventiseiesima legislatura. Eletto deputato il 6 aprile 1924 per la circoscrizione della Calabria e della Basilicata per la ventisettesima legislatura, riportò più voti del quadrumviro Michele Bianchi. Fu il solo deputato dell'opposizione che le regioni calabrese e lucana mandarono alla Camera. Decadde dal mandato parlamentare per la deliberazione della Camera (seduta del 9 novembre 1926) a seguito di una mozione presentata da Augusto Turati, del Partito nazionale fascista.
Fu membro della Massoneria. 
Fu confinato una prima volta nel 1926 a Nuoro e, successivamente, nel 1931 a Formia, dopo essere stato in carcere a Cosenza.
Nel novembre del 1943 fu nominato dagli alleati prefetto di Cosenza; vi rimase fino all'aprile 1944, quando assunse la carica di ministro.
Fu Ministro senza portafoglio dal 22 aprile al 18 giugno 1944, nel 2° Gabinetto Badoglio: in quella sede avanzò la proposta "di mera riattivazione dei residui di rappresentanza prefascista e senatoriale non fascista". Divenne ministro dei lavori pubblici dal 18 giugno 1944 nel Gabinetto Bonomi. Nominato «Consultore» con D. L. 22 settembre 1945, fu vice presidente della «Consulta» dal 9 gennaio 1946 e vice presidente della Commissione per la ricostruzione, LL. PP. e comunicazioni dal 29 settembre 1945.
Fu poi componente la Commissione per la Costituzione (I Sottocommissione) dal 19 luglio 1946.
Proclamato senatore il 15 giugno 1948, a norma della III disposizione transitoria della Costituzione. Nominato membro della Giunta del regolamento del Senato l'8 maggio 1948; il 16 giugno 1948 fu nominato membro della VII Commissione (LL.PP. ; trasporti, poste e telecomunicazioni, marina mercantile); il 18 luglio 1950 fu nominato membro della Commissione speciale per l'esame del D.D.L. riguardante la città di Napoli.
Nel 1953 non presentò la sua candidatura alle elezioni politiche.
Nel 1964 fu nominato giudice costituzionale aggiunto.
Morì a Cosenza il 19 febbraio 1968 nella sua casa alla Salita Liceo, nella città vecchia. Durante la sua attività romana possedette un villino a Marino, ai Castelli Romani, in località Vascarelle.